# Ditomus
Ditomus is een geslacht van kevers uit de familie van de loopkevers (Carabidae). De wetenschappelijke naam van het geslacht is voor het eerst geldig gepubliceerd in 1810 door Bonelli.

## Soorten
Het geslacht Ditomus omvat de volgende soorten:
- Ditomus calydonius P. Rossi, 1790
- Ditomus tricuspidatus Fabricius, 1792